# Otello (opera)
Otello je opera v štirih dejanjih Giuseppeja Verdija. Libreto je po istoimenski Shakespearovi tragediji napisal Arrigo Boito.
Verdi se je poleti leta 1879 mudil v Milanu, kjer je vodil svoj Requiem v korist žrtev poplav v Padski nižini. Ob tej priložnosti se je sestal z založnikom Ricordijem in dirigentom Facciom. Pogovor o dramskih snoveh je nanesel tudi na Shakespearjevega Othella; znanca sta Verdiju kot primernega libretista predlagala Boita. Ker je skladatelja snov privlačila, mu je libretist že tri dni kasneje prinesel scenarij za Otella. Po skladateljevih nasvetih je nato napisal še libreto. Skladatelj se je uglasbitve lotil šele marca 1884. Prej je z Boitom, s katerim sta pričela sodelovati in prijateljevati, predelal še operi Simon Boccanegra (1881) in Don Carlos (1883).
Klavirski izvleček nove opere je bil končan oktobra 1885, sledila sta še inštrumentacija in popravki. Decembra 1886 je založnik Ricordi pri sebi že imel partituro nove opere. V prvih januarskih dneh leta 1887 je s soprogo Giuseppino prišel v Milan, kjer je vodil skušnje s pevci in orkestrom. Krstna predstava Otella je bila v milanski Scali 5. februarja 1887. Dirigent predstave je bil Franco Faccio, uspeh je bil velikanski. Verdija je po predstavi pričakala navdušena množica, ki je izpregla iz njegove kočije konje in sama odpeljala mojstra v hotel. Z Otellom je skladatelj prekinil svoj kar šestnajstletni operni molk. Po Aidi namreč ni napisal nobene opere.
Boitov libreto je danes označen kot eden najpopolnejših v operni literaturi, nekateri so mnenja, da je z zgoščeno zgodbo in poglobljenimi značaji presegel samega Shakespearja.
Na odru ljubljanske Opere so Otella uprizorili v sezonah 1935/1936, 1956/1957, 1984, 1989/1990 in 2015/2016.

## Vloge
- Otello, zamorec - tenor
- Jago - bariton
- Cassio, Otellov kapitan - tenor
- Roderigo - tenor
- Lodovico - bas
- Montano, Otellov prednik pri namestništvu - bas
- glasnik - bariton
- Desdemona, Otellova soproga - sopran
- Emilia, Jagova soproga in njena družabnica - mezzosopran
- vojaki, mornarji, Benečani, ciprsko ljudstvo

## Vsebina

### Prvo dejanje
Ciper, pred palačo namestništva.
Ljudje gledajo na viharno morje, kjer se Otellova ladja bori z valovi. Vsi si želijo njegovega prihoda, le Jago želi, da bi se utopil. Sovraži ga, ker je v napredovanju ostal za Cassiom, zato Otellu priseže maščevanje. Otello se srečno izkrca na obali - vrnil se je kot zmagovalec bitke s Turki. Ob navdušeni množici odide v palačo.
Jago z Roderigom snuje načrt maščevanja. Na bližnjem slavju opijanita Cassia, Roderigo izzove prepir, v katerem Cassio rani Montana. Otello pomiri prepirajoče se častnike, Cassia razreši dolžnosti, Jagu pa naroči, da mu poroča o dogodku.

### Drugo dejanje
Jago se pogovarja z obupanim Cassiom. Predlaga mu, naj prosi Desdemono, da zanj pri Otellu izprosi dobre besede. Ko Jago ostane sam, izpove svoj podli načrt - Otellu bo vcepil kal ljubosumja do žene. 
Ko se ljudstvo prikloni Desdemoni in ko ta pred vsemi prosi odpuščanja za Cassia, postane sumničav. Desdemona hoče s svojim robcem oviti moževo bolečo glavo, a jo le-ta odrine od sebe. Emilia jo zmedeno odvede stran, Jago pa spretno izmakne robec, ki mu bo služil pri podlem načrtu.
Jago ostane sam z Otellom. Laže mu o Desdemonini nezvestobi in naklonjenosti do Cassia. V dokaz za navedbe naj bo robec. Ljubosumje razjeda Otellovo srce, ženi priseže maščevanje.

### Tretje dejanje
Jago vedno bolj spodkopava Otellovo zaupanje v Desdemono. Otello je vse bolj ljubosumen, ob vsaki priložnosti psuje in ponižuje soprogo. Najbolj pa vzkipi, ko Desdemona samo omenja Cassiovo ime.
Jago se pogovarja s Cassiom tako, da pogovor sliši tudi Otello. Pogovarjata se o neki kurtizani, ljubosumni Otello pa misli, da se pogovarjata o njegovi ženi. Dokončno je prepričan v ženino nezvestobo, ko v Cassiovih rokah zagleda Desdemonin robček. Tedaj priseže, da bo nezvesto ženo ubil. Javno jo razžali, nato se v mukah ljubosumja zgrudi.

### Četrto dejanje
Desdemonina spalnica.
Desdemona prosi Emilio, naj ji prinese poročno obleko, v kateri želi biti pokopana, če bo morala umreti. Obhaja jo namreč slutnja smrti. Poje o vrbi žalujki in odmoli večeno molitev Ave Marijo. Nato leže v posteljo.
Otello vstopi in s poljubom prebudi soprogo. Pove ji, da bo morala umreti. Desdemona zatrjuje svojo nedolžnost in zvestobo do konca. Ljubosumni Otello jo z golimi rokami zadavi.
V tem Emilia pove, da je Cassio umoril Roderiga. Pred smrtjo Roderigo razkrije Jagov načrt, tudi Emilia razkrije moža in pove, kako ji je izmaknil usodni robec. Otello prepozno spozna zmoto, poklekne pred mrtvo Desdemono in se zabode v srce.